# Roque Sevilla
Roque Simón Sevilla Larrea (Quito, 16 de juliol de 1947), és un economista, empresari, ambientalista i polític equatorià, és President del "Grupo Futuro" que aglutina diverses empreses que van des de Turisme, Assegurances, etc. Va ser regidor de Quito i entre 1998 i 2000, Alcalde Metropolità de Quito.

## Biografia
Va realitzar els seus estudis al Col·legi Cardenal Spellman i després al Col·legi Alemán.
Va estudiar Economia a la Pontificia Universidad Católica del Ecuador, obtenint el títol d'economista el 1984.
Té un Mestratge en Administració Pública a l'Escola de Govern John F. Kennedy de la Universitat Harvard.
En 1976, va crear la "Fundación Natura".
El 1991, va ser designat Director del Fons Mundial per la Natura (WWF) dels Estats Units.
El 1997, va ser nomenat membre del Directori del Fons Mundial per la Natura Internacional (WWF-I).
Va ser regidor del Districte Metropolità de Quito, el 1992.
Va ser assembleista constituent en 1998, i després Alcalde Metropolità de Quito fins a l'any 2000.
El 2012, va ser construït i va inaugurar l'hotel ecològic de luxe "Mashpi Lodge" al profund del bosc del Chocó, un bosc ennuvolat als Andes, 100 km al nord-oest de Quito.